# Maidan, Manevîci
Maidan (în ucraineană Майдан) este un sat în comuna Troianivka din raionul Manevîci, regiunea Volînia, Ucraina.

## Demografie
Componența lingvistică a localității Maidan
     Ucraineană (98,36%)
     Rusă (1,09%)
Conform recensământului din 2001, majoritatea populației localității Maidan era vorbitoare de ucraineană (98,36%), existând în minoritate și vorbitori de rusă (1,09%).